# Giovanni Battista Manso
Pour les articles homonymes, voir Manso (homonymie).
Giovanni Battista Manso, marquis de Villa, né en 1569 à Naples et mort dans cette même ville le 28 décembre 1645, est un aristocrate et poète italien.

## Biographie
Né à Naples, vers 1569, d’une ancienne et illustre famille, est moins connu encore par les ouvrages qu’il a publiés, que par la protection éclatante qu’il accordait aux lettres. Ce seigneur très-riche, et sans héritiers, vivant sans faste, administrant ses biens avec économie, les fit servir aux progrès des sciences. Tout littérateur, tout artiste habile, était bienvenu chez lui, aidé d’argent, de conseils, chéri, encouragé et récompensé. Son projet étant de fonder pour les nobles un grand collège, où ils fussent instruits dans la piété, dans les sciences, dans la connaissance des beaux-arts, dans les exercices gymnastiques et militaires, il jeta les fondements de cet édifice en attirant chez lui les jeunes gentilshommes et en instituant à cet effet l’académie des Oziosi, où a l’exercice dans les sciences et les belles-lettres on ajoutait des observations sur la théorie des arts et un examen des ouvrages qui paraissaient sur la danse, la musique, l’escrime, le manège et d’autres exercices convenables à des gentilshommes. Il obtint de la cour d’Espagne qu’à sa mort ses biens, au lieu de retomber au fisc, fussent employés à la fondation du collège des nobles, un des plus grands et des mieux réglés de l’Europe. La douceur de son caractère, la régularité de ses mœurs et la politesse de ses manières lui méritèrent l’estime et affection de toutes les classes de la société. Il vécut dans la plus grande intimité avec Le Tasse, qui immortalisa leur amitié dans son dialogue intitulé Il Manso. Le marquis de Villa mourut à Naples, dans grands sentiments de piété, le 28 décembre 1645. J.-Nic. Erytræus (Gian Vittorio Rossi) lui a consacré un article intéressant dans sa Pinacotheca.

## Œuvres
- I paradossi, overo dell’amore dialogi, 1608, in-4° ;
- L’Erocallia dell’amore e della bellezza Dialogi XII, Venise, 1618, in-4° ; nouvelle édition augmentée d’un traité Del dialogo, Milan, 1628, in-4° ;
- Vita di S. Patrizia vergine, Naples, 1619, in-4° ;
- la Vita di Torquato Tasso, Naples, 1619, in-4°[1] ; Venise, 1621, 1624, in-12 ; Rome, 1634, in-12. Cette vie du Tasse est très-estimée ; l’édition de Rome contient quelques additions et est imprimée plus correctement que les précédentes.
- Poesie nomiche divise in rime amorose, sacre e morali, Venise, 1635, in-12. Ces poésies sont in ottava rima.